# Viaplay
Viaplay är en streamingtjänst ägd av Viaplay Group som erbjuder filmer, serier, sport och barninnehåll via video on demand till en fast månadskostnad i Sverige, Norge, Danmark, Finland, Island och Baltikum, Nederländerna samt Polen.

## Historik
Viaplay lanserades i maj 2007 som Viasat OnDemand, av Viasat, och onlinetjänsten bestod då främst av sport och film.
Redan under 2008 offentliggjorde MTG planer på en utökad tjänst under namnet Viaplay. Bland annat skulle tjänsten ha innehåll från SVT. Planerna lades dock på is i mars 2009 som en följd av ett försämrat ekonomiskt klimat efter Finanskrisen 2008. Projektet hade då kostat koncernen 31 miljoner kronor.
Viasat OnDemand bytte namn till Viaplay i mars 2011 och är numera ett systerbolag.
Viaplay är en onlinetjänst för TV-serier, sport och film. Man väljer mellan att ha ett abonnemang som gör det möjligt att streama obegränsat med innehåll eller så kan man hyra eller köpa filmer och sport styckvis. Det går att se innehållet via en dator, smartphone, surfplatta, spelkonsol eller via en Smart-TV.
I Sverige har Viaplay, förutom film och tv-serier, bland annat rättigheter att sända Premier League, NFL, PGA-golf, Formel 1,  KHL och NHL. Vidare sänds Olympiska sommarspelen 2016 på Viaplay.
Tjänsten är tillgänglig till Windows, Mac, IOS, Apple TV, Android, Playstation 3, Playstation 4, Xbox 360, Xbox One, Chromecast och Smart-TV.
Viaplays främsta konkurrent bland betalstreamingtjänsterna är Netflix som efter lanseringen i oktober 2012 snart blev den tjänst som hade flest abonnenter. I mitten av 2015 var Viaplay tvåa på marknaden, följd av HBO Nordic, enligt analysföretaget Mediavision. Under 2018 och 2019 behöll Viaplay sin ställning som näst största streamingtjänst med runt 25 procent av svenskarna som kunder, medan marknadsledaren Netflix växte och blev dubbelt så stor.
Den 2 september 2016 var det premiär för Viaplays första originalproducerade dramaserie, den svenska humorserien Swedish Dicks. Den 1 december 2016 var det premiär för ytterligare en serie gjord för Viaplay, julkalendern Det stora experimentet som blev tjänstens första egna barnserie.
Den 20 juli 2023 meddelade Viaplay att bolaget gjorde rörelseförlust på 6,5 miljarder kronor för andra kvartalet. Ett stort sparprogram sjösattes, vilken bland annat innebar en omedelbar strategisk översyn av hela verksamheten, samt att andelen anställda skulle minskas med 25 procent. I den strategisk översyn ingick även en eventuell försäljning av hela bolaget. Senare samma dag meddelade franska mediebolaget Groupe Canal+ att de förvärvat 12 procent av aktierna i Viaplay.

## Marknad
| Lansering                                           | Land           |
| --------------------------------------------------- | -------------- |
| 14 mars 2007                                        | Danmark        |
| 14 mars 2007                                        | Finland        |
| 14 mars 2007                                        | Norge          |
| 14 mars 2007                                        | Sverige        |
| 14 mars 2020                                        | Island         |
| 14 mars 2016 (upphörde) 14 mars 2021 (återlanserad) | Estland        |
| 14 mars 2016 (upphörde) 14 mars 2021 (återlanserad) | Lettland       |
| 14 mars 2016 (upphörde) 14 mars 2021 (återlanserad) | Litauen        |
| 14 mars 2021                                        | Polen          |
| 14 mars 2022                                        | Nederländerna  |
| 14 mars 2022                                        | Storbritannien |
| 14 mars 2023                                        | USA            |
| 14 mars 2023                                        | Kanada         |
| 14 mars 2023                                        | Österrike      |
| 14 mars 2023                                        | Tyskland       |
| 14 mars 2023                                        | Schweiz        |